# Descoberto
Descoberto is een gemeente in de Braziliaanse deelstaat Minas Gerais. De gemeente telt 5.126 inwoners (schatting 2009).

## Aangrenzende gemeenten
De gemeente grenst aan Astolfo Dutra, Guarani, Itamarati de Minas, Leopoldina, Rio Novo en São João Nepomuceno.

## Geboren
- Ronaldo da Costa (1970), marathonloper